# 바투 칸
바투(ᠪᠠᠲᠣ, Бат 또는 Баты́й, Бату́, 1205년 8월 18일 혹은 8월 7일 ~ 1255년)는 몽골 제국 킵차크 칸국의 칸(재위:1227년~1255년)으로 칭기즈 칸의 손자이며 주치 칸의 차남이다. 주치 칸의 아들들 중에 훌륭한 칸이라는 별명의 그는 아버지 속령에 대한 통치권을 계승하였다. 한자 식으로는 발도(抜都), 파독(巴禿), 팔도한(八都罕) 등으로 표기된다. 별칭은 사인 칸(撒因汗 Сайн хаан)으로, 몽골어로 자비롭고 선한 칸, 현명한 칸이라는 뜻이다. 1236년~1241년의 몽골군 제2차 유럽 원정을 최종 지휘했다. 페르시아어로는 바토(باتو)이다.
그는 자신이 몽골 제국의 대칸이 되지는 않았으나, 대칸을 선출하는 쿠릴타이에 영향을 미쳤다. 1221년부터 1223년 할아버지 칭기즈 칸의 서방 원정에 참여했다. 1235년부터 그는 킵차크 한국의 서부, 서남부 영토를 다스렸다. 그는 1236년~1241년 몽골의 2차 유럽 원정군의 최고사령관으로 진두지휘하면서, 헝가리 전지역과 폴란드 일부 지역을 직접 공략하였다. 2차 유럽 원정대에서 귀위크, 차가타이 한국의 부리 등에게 모욕당한 일로 귀위크 칸에게 앙심을 품고, 그의 대칸 즉위를 반대했다. 그뒤 툴루이의 처 소르칵타니 베키 및 그 자녀들과 연락, 몽케 칸의 즉위를 지지했다.
귀위크 칸의 즉위를 여러번 반대, 방해하였으며, 귀위크 칸의 즉위 이후 몽골 본국과의 연락을 줄이고 사실상의 독립국가화 시켰다. 1251년 몽케 칸을 추대한 공로로 몽케로부터 자치권을 승인받았다.

## 생애

### 생애 초반
바투는 1205년에 태어났는데, 생일은 정확하지 않아 8월 18일 출생설과 8월 7일 출생설이 있다. 1207년생 설, 1208년생 설도 있다.  일설에는 1209년생 설이 있는데, 이 설을 채택하면 귀위크나 몽케보다 먼저 태어났다는 기록과는 다소 맞지 않게 된다. 아버지는 칭기즈 칸의 아들 주치이고, 어머니는 우기 우진 혹은 우카 우진으로 옹기라트부 출신 알티 노얀의 딸로, 알티는 데이 세첸의 아들이자 보르테 카툰의 친정오라비였다. 그의 어머니의 외가 쪽으로는 나이만족이었다는 설이 있는데, 이 설에 의하면 그의 어머니는 나이만족 출신 소르칵타니 베키와 이종사촌간이라 한다. 이름 바투는 몽골어로 박쥐를 뜻한다. 그밖에도 몽골어로 강하고, 튼튼한, 신뢰할 수 있다는 의미도 있다. 라시드 웃딘의 저서 집사를 비롯, 페르시아어계 사서에는 바토(باتو)로 등장한다. 별칭은 사인 칸(撒因汗 Сайн хаан)으로, 몽골어로 자비롭고 선한 칸이라는 뜻이다. 몽골인과 투르크인들은 그를 사인 칸이라 불렀다.
바투의 아버지 주치는 할머니 보르테가 임신 중, 메르키트부족에게 납치되었다가 풀려난 뒤에 태어났다. 아버지 주치는 평생 메르키트의 사생아라는 의심을 받았고, 자신의 동생 차가타이로부터 공개석상에서 메르키트의 사생아로 지목되어 논란을 일으켰다.
바투의 어린 시절과 초기 삶에 대해서는 알려진 것이 없다. 바투는 아버지 주치를 홀대한 삼촌 차가타이와 그의 후손들에게 앙심을 품었고, 오랫동안 보복의 기회를 찾았다. 오고타이 칸에게는 원한을 품지 않았으나, 1236년~1241년 2차 서방 원정길에서 오고타이 칸의 서장자 귀위크가 바투를 늙은 여자 같다고 비웃었던 일로 오고타이 일가에게도 앙심을 품게 되었다. 귀위크가 1240년 키예프 점령 승전 축하 때, 건배사, 먼저 축배를 드는 것에 자신이 대칸의 아들이라며 이의를 제기한 일, 차가타이 가문의 부리가 자신을 비웃을 때 부리의 편을 든 일 역시 귀위크 등에게 악감정을 품는 원인이 됐다. 이로서 차가타이 가문, 오고타이 가문과 두루 척을 지게 되었다.
그는 이복형 오르다와 사이가 좋았는데, 오르다는 자신의 킵차크 한국 총괄 칸의 지위를 바투에게 양보하였다. 오르다는 바투를 주군으로 추대하고 그의 지도를 받기도 했다 한다.
1221년부터 1223년 할아버지 칭기즈 칸의 서방 원정에 참여했고, 바투는 장군 수부타이의 휘하에서 소부대를 이끌고 활동했다.

### 주치 울루스 계승

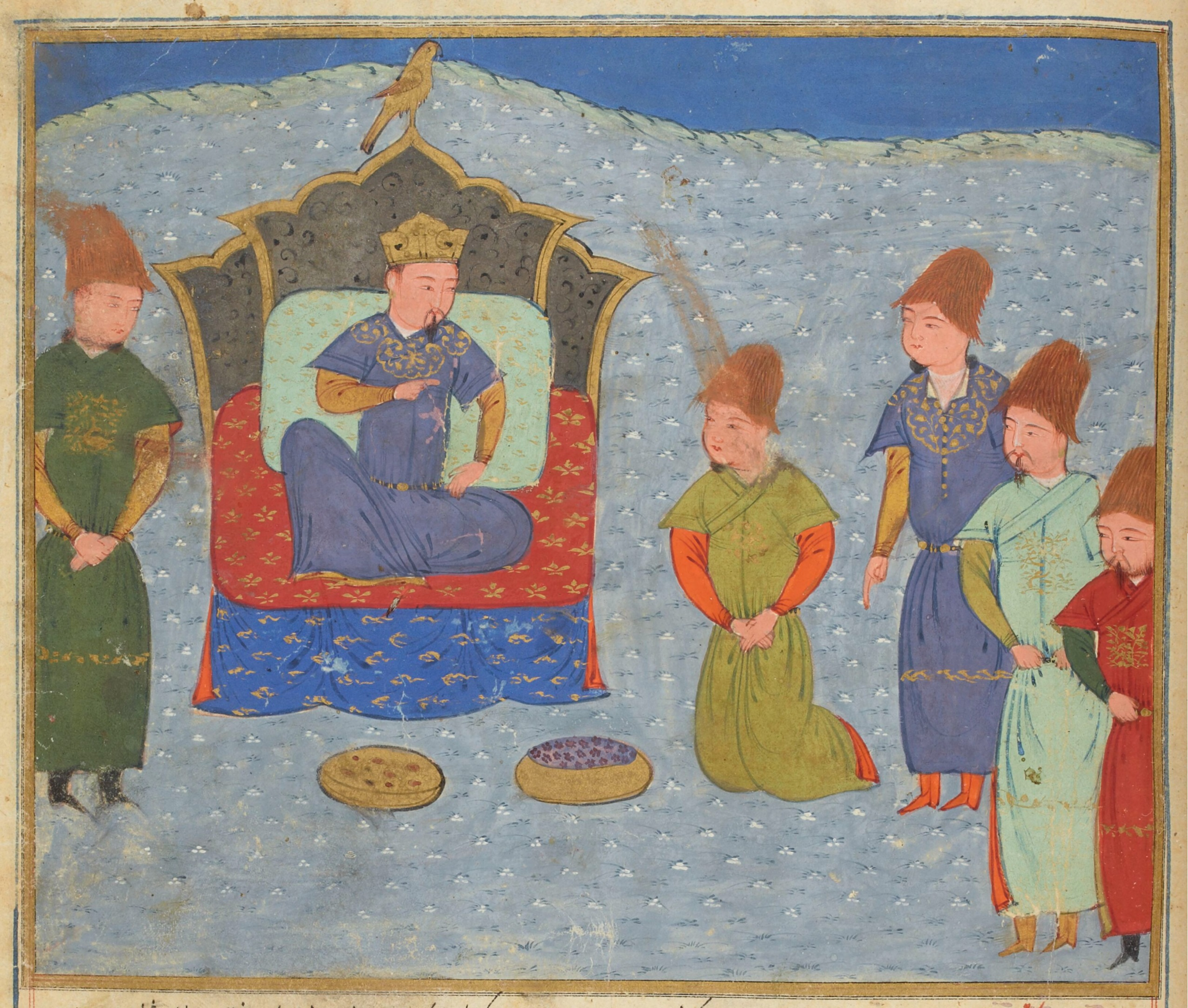
바투 칸
(좌석에 앉은 이)

1225년 혹은 1226년 초, 아버지 주치가 할아버지 칭기즈 칸보다 앞서 갑자기 죽은 뒤 혹은 암살당한 뒤, 그는 칭기즈 칸으로부터 아버지 주치 몫으로 분배된 울루스를 분배받았다. 이때 바투는 병약했던 이복 형 오르다 대신 그가 주치 가문의 당주가 되었다. 오르다의 생모 역시 옹기라트부 출신이었지만, 바투의 어머니는 옹기라트부 중에서도 데이세첸의 가문인 옹기라트씨 출신이었다.
바투의 영토는 이르티쉬의 서쪽인 세미팔라틴스크, 악몰린스크, 투르가이 또는 약튜빈스크, 우랄스크, 아다지, 호레즘 본토(히바)를 포함하였고, 또한 킵차크 인들의 땅부터 볼가 강 서쪽의 정복지인 제베와 수베에테이의 원정으로 얻은 땅을 포함하였다. 또한 그는 마자르인(헝가리인), 킵차크인, 폴란드인 병력으로 구성된 군사를 편성, 유지하였다.
1227년 8월 18일 칭기즈 칸이 서하 원정 중 사망하자, 바투는 형 오르다, 동생 베르케, 타시테무르, 샤이반, 탕구트 등과 함께 칭기즈 칸의 장례식에 참석했다. 1227년의 쿠릴타이에서 몽골 왕족, 부족장들은 툴루이를 지지했으나 그는 입장표명을 하지 않고 관전하였다. 다시 개최된 쿠릴타이에서 차가타이, 테무게 옷치킨 등이 우구데이를 지지할 때도 그는 별다른 입장표명 없이 관전하였다. 1229년 쿠릴타이에 참여하여 오고타이 칸을 선출하였다. 칭기스 칸이 죽은 뒤, 혈통 문제가 불거져 바투와 칭기스 칸의 다른 손자들 간의 알력다툼이 다시 나타났다. 2차 서방 원정에서 우구데이 칸은 주치의 혈통 문제를 거론하며 바투를 모욕한 자신의 아들들을 책망했지만, 사촌들에게 모욕을 당한 바투는 1237년 이후² 킵차크 칸국을 건설하고 몽골 본국과의 직접적인 관계는 서서히 끊어갔다.
1236년 2월 오고타이 칸은 그를 2차 유럽 원정군의 총사령관에 임명하고, 자신의 아들 구유크 칸, 카단 오굴, 칭기즈 칸의 사준 사구의 한 사람인 수부타이, 칭기즈 칸의 넷째 아들 툴루이의 장남인 몽케 등을 부사령으로 출정, 파견보냈다. 또한 바투의 휘하에는 칭기즈칸의 서자 코르겐 등이 배정됐다.

### 2차 유럽 원정 지휘
바투는 몽골 전승에는 '훌륭한 임금'이라 하나, 루스인들에게는 무자비한 정복자로 알려져 있다. 바투는 1237년에 루시의 도시 쿠르스크, 벨고로드, 랴잔 등을 포함한 12개의 도시를 단 5일만에 무너뜨렸고, 1238년에는 루스 노브고로드 주의 크레스테츠키 군을 침략했다. 1241년 4월 11일 셔요강 인근에서 일어난 모히 전투에서 헝가리의 벨러 4세를 무찔렀다.
1236년 오고타이 칸의 명으로 서방 원정군을 편성, 그해 가을 원정군에 오고타이의 아들 귀유크, 툴루이가문의  몽케와 차가타이 가문의 부리 등과 함께 루스 원정에서 참전했다. 1237년 겨울에는 리아잔 공략전에 참여했고, 1239 년에는 귀위크는 몽케와 함께 알라니족과의 전투에서 승리를 거두었다.
1240년 봄 바투는 카르파티아산맥 앞에서 원정군을 5개로 나누어 폴란드 방면과 왈라키아 방면, 카르파티아 방면에서 트란실바니아를 경유하는 군사를 나누어서 파견, 헝가리 근처에서 집결하여 헝가리 왕국으로 침공했다. 1240년 루스 원정에 나섰고, 1240년 겨울 겨울에는 키예프 공성전에도 참여했으며, 1241년 4월 11일 모히 전투에 참가했다.
오르다가 이끄는 소부대는 폴란드 왕국 피스트 왕조를 침공해, 그해 3월 크라쿠프를 점령했고, 바이다르가 이끄는 전위군은 1241년 4월에는 레그니차 전투, 발슈타트 전투에서 폴란드군을 꺾고 실레지안 공 하인리히 2세를 전사시켰다. 바이다르는 슐레지안 공 하인리히 2세의 목을 베어 창대에 매달았고, 전사한 폴란드인의 귀를 잘라 2개의 포대자루에 담아 공개했다. 유럽인들은 이를 듣고 공포에 떨게 되었다. 바이다르의 군대 일부는 실레지아, 모라비아 지방을 공략하여 황폐화시켰다. 카단 오굴, 부리가 이끄는 군대는 각각 카르파티아산 사이에 거주하고 있던 서 작센인들을 부수고, 부체크의 군은 산맥의 왈라키아 인으로 추정되는 집단을 격파했다.

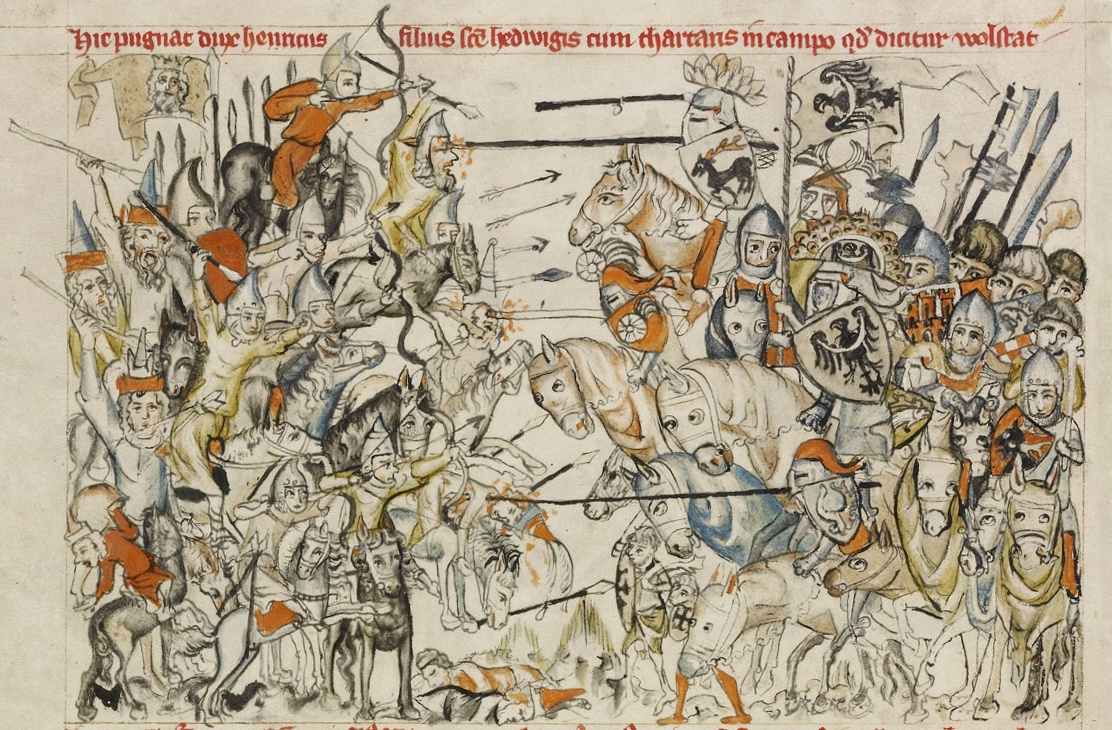
레그니차 전투

1241년 3월 바투가 이끄는 몽골 서방원정군 본군은 트란실바니아에서 헝가리로 들어가, 베라 4세에게 사자를 보내 항복을 권고했다. 그러나 확답을 듣지 못한 바투는 곧 모라비아로 진격, 바이다르, 카다안, 수부타이의 군대와 합류하여 페슈트 시를 함락시켰다. 티서강(티사강) 유역의 모히 평원에서 헝가리 왕 베라 4세와 대치, 바투는 수부타이, 샤이반이 이끄는 전위 부대를 야밤에 보내, 베라 4세의 숙영지를 급습해 찢었다. 베라 4세는 소수의 장병들과 겨우 탈출하여 오스트리아 경유로 아드리아해로 패주했다. 바투는 카다안 오굴을 보내 베라 4세를 추격하게 했지만 붙잡지 못했다. 이렇게 몽골군은 헝가리 전지역과 폴란드 일부 지역을 점령, 파괴하였다.
1240년부터 바투의 군대에 의해 키예프는 파괴되고 황폐화됐다. 키예프는 당시 러시아의 중요한 도시였으나 바투의 군대에 의해 도시, 성벽이 파괴되고 킵차크 칸국 성립 이후 러시아인은 점차 키예프에서 모스크바로 생활 근거지를 옮겨갔다.

### 귀위크와의 대립
계속되는 1241년은 카다안 등에 의한 트란실바니아 전역의 정복이나, 쿠만인 , 마자르인 등의 헝가리 왕국의 잔존 세력의 소토 등이 행해졌다. 여름부터 가을에 걸쳐서 바투의 본대는 다뉴브 강 하반에 막영한 후, 겨울에는 동결된 다뉴브 강을 건너 에스테르고무시를 포위 공격했다.
그러나, 이 원정의 과정에서 귀위크와 바투의 사이가 벌어졌다. 귀위크는 바투 형제들의 실책을 보고 그들의 지휘 능력, 특히 바투의 역량을 불신했다. 이를 알게 된 우구데이는 귀위크와 몽케에게 있던 우익군의 지위를 카단과 부첵에게 맡기고 돌아오라고 명령했다. 바투는 이들을 위해 티서강과 도나우강 강변에서 이별연을 열었는데, 이 자리에서 귀위크는 전쟁에서의 바투의 소극적 태도를 비난했다.
1240년 키예프를 점령한 직후 승전 축하연에서 총사령관 바투가 건배를 제의하고 술을 마시자, 귀위크는 자신이 칸의 아들이라며 자신이 먼저 건배 제의를 해야 한다, 혹은 자신이 먼저 잔을 들어야 한다고 이의를 제기했다. 이는 곧 언쟁으로 이어졌고, 이는 우구데이 카안에게 보고되었다. 우구데이는 그가 카안의 아들이라는 지위를 이용해서 자신의 주군, 형을 능멸했다며 분개했다. 우구데이 카안이 바투를 지지하자 귀위크는 이에 불만을 품고, 전쟁 도중 자신의 병력을 슬그머니 뒤로 빼거나 지원을 주저하였다. 이는 그대로 우구데이 카안에게 보고되었다.
한번은 차가타이 가문의 부리가 바투를 공격했고, 귀위크는 이를 관망했다. 한번은 술좌석에서 귀위크가 바투를 비웃다가 시비가 붙기 직전까지 갔다. 원조비사와 집사(集史)에 따르면, 원정 중 차가타이 가문의 부리가 주치계열 왕자들과 말다툼을 벌인다. 이때 귀위크도 부리에 동조했다 한다. 원조비사에 의하면 전투 중의 상황을 보고받은 오고타이 칸은 분노했고, 귀위크를 해임, 본국에 소환을 명령했다. 집사(集史)에 의하면 귀위크가 귀환하면서 몽케도 같이 몽골로 돌아갔다 한다.

### 원정 취소
귀위크는 바투 형제들의 실책을 보고 그들의 지휘 능력, 특히 바투의 역량을 불신했다. 귀위크는 바투에게, 바투는 화살통을 들고 다니는 늙은 여자일 뿐이라고 조롱했다. 몽골 장수들이 모인데서 공개 모욕을 당한 바투는 격분했고, 이는 몽골 본국에 알려졌다. 이를 알게 된 우구데이는 귀위크와 몽케에게 있던 우익군의 지위를 카단과 부첵에게 맡기고 돌아오라고 명령했다. 바투는 이들을 위해 티서강(티사강)과 도나우강 강변에서 이별연을 열었는데, 이 자리에서 귀위크는 전쟁에서의 바투의 소극적 태도를 비난했다. 몽골비사에 의하면 우구데이는 다시 서신을 보내 '...(이하 중략)... 너는 너의 주인(바투를 말한다.)이 러시아인과 킵차크를 정복하는 동안 그는 러시아인이나 킵차크인을 한 명도 제대로 붙잡지 못했고 염소 발굽도 얻지 못하지 않았느냐'며 속히 돌아오라고 책망하였다. 귀위크는 1240년 가을에 회군을 시작했다.
한번은 원정 도중 차가타이 가문의 부리가 바투를 공격했고, 귀위크는 이를 관망했다. 한번은 술좌석에서 귀위크가 바투를 비웃다가 시비가 붙기 직전까지 갔다. 원조비사와 집사(集史)에 따르면, 원정 중 차가타이 가문의 부리가 주치계열 왕자들과 말다툼을 벌인다. 이때 귀위크도 부리에 동조했다 한다. 원조비사에 의하면 전투 중의 상황을 보고받은 오고타이 칸은 분노했고, 귀위크를 해임, 본국에 소환을 명령했다.
귀위크, 몽케 등이 회군하는 동안 바투는 수부타이와 유럽의 지도를 획득, 이탈리아, 체코, 남부 독일을 정벌할 계획들을 세운다. 그러나 전령에게서 우구데이 카안의 사망 소식을 접하고 원정은 전격 취소됐다.

### 집권 희망과 포기
1241년 12월 21일 우구데이가 알콜중독으로 갑자기 사망하자 얼마 지나지 않아 바투의 본진에게도 그 사망 소식이 도착했다. 1242년 3월 몽골의 사자가 서방에 도착, 우구데이의 사망 소식을 공식 확인했다. 바투는 우구데이의 갑작스러운 사망에 따른 원정군 전군의 귀환을 명령, 2차 원정은 무산되었다.
1242년 3월에 바투은 우구데이 칸의 사망에 따른 원정군 전군의 귀환 명령을 받기 직전, 에스테르 곰을 함락시키고 카다안을 시켜 벨라 4세를 추격했다.
1242년 늦봄 혹은 1242년 여름, 바투는 다른 몽골군 및 자신이 이끄는 마자르인, 폴란드인, 킵차크인, 투르크인 등의 군사를 데리고 카라코룸에 있는 그레이트 쿠랄에 찾아왔다. 이때 바투는 대칸 이 될 기회를 얻었고, 대칸이 되기를 희망했다. 곧 그는 후계자 선택에 참여할 계획을 세웠다. 바투는 군대 그러나 몽골 본국에 그의 지지자가 없었고, 몽골 제국 섭정을 맡고 있는 퇴레게네 카툰의 책략으로 자신이 대칸 자리를 차지할 수 없다는 것이 분명해지자, 다시 서쪽으로 돌아왔다. 이후 정복한 중앙아시아와 우랄산맥을 정복할 계획을 세웠다. 그는 돌아올 때 수부타이는 데리고 가지 않았다. 귀위크가 최종 대칸으로 선택되자 그는 분노했다.

### 대칸 킹메이커

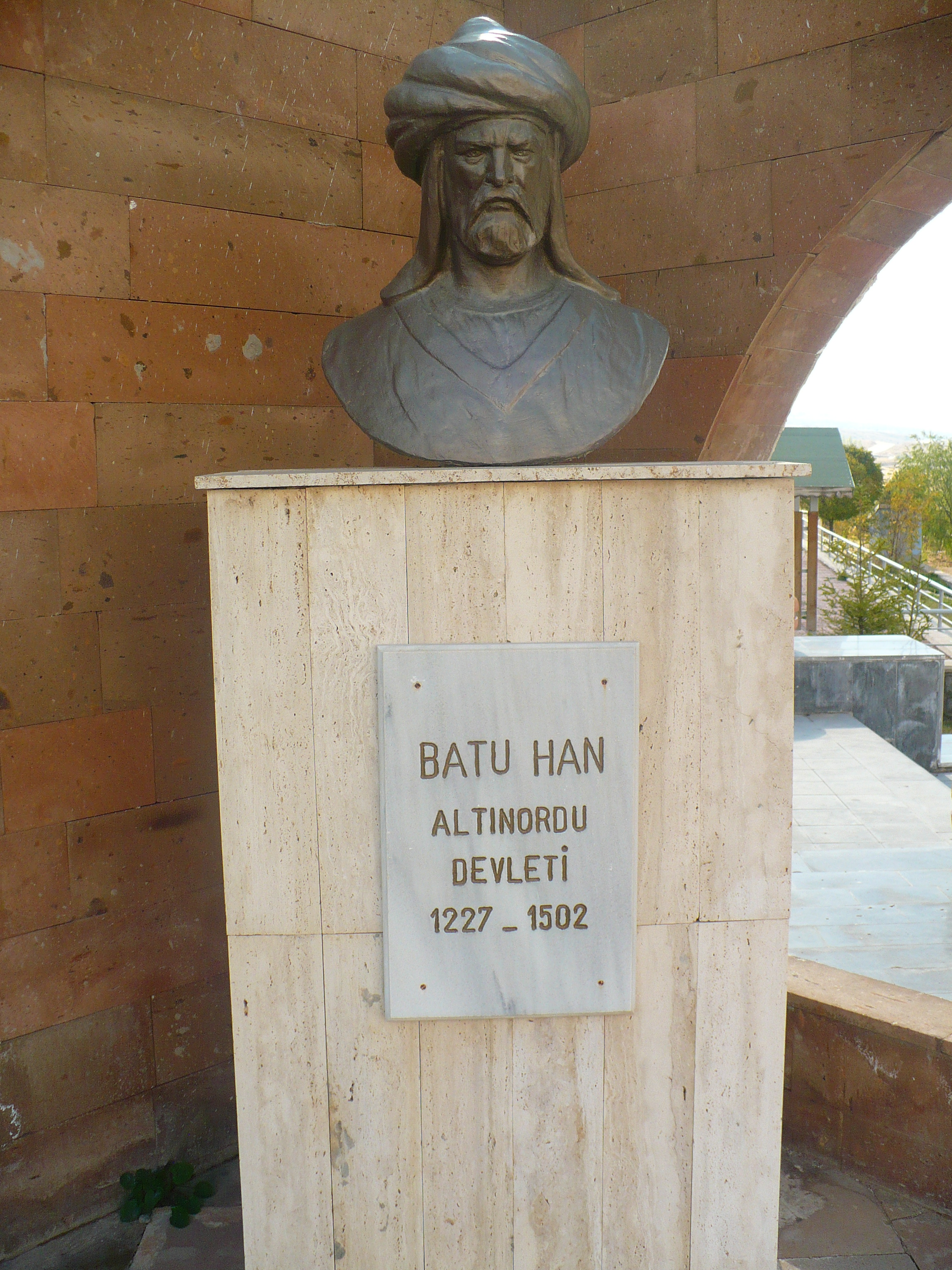
터키에 있는 바투 칸 흉상

그는 칭기즈 칸 가문의 장로로서 제국의 대칸을 둘러싼 권력 분쟁에서 중요한 역할을 감당하여, 몽골의 킹메이커, '대칸 옹립자'로도 알려져 있다. 1241년에 우구데이 칸이 죽자 대칸의 자리를 두고 우구데이의 아들인 귀위크와 바투 사이에 분쟁이 발생했다. 바투는 툴루이의 왕비 소르칵타니와 손 잡고 우구데이계 와의 분쟁이 다시 발생했다. 1246년 바투는 키예프 야로슬라프 2세 프세볼로도비치를 쿠릴타이에 보냈는데, 퇴레게네 카툰 혹은 귀위크 칸의 지지자들에 의해 독살되어 귀국 길에 죽었다. 바투는 귀위크 칸 재위기간 중 쿠릴타이 소집을 계속 거절, 불참했다.
바투는 루시 원정 중에 험악한 사이가 된 귀위크를 퇴레게네 카툰이 몽골의 제3대 황제로 추대하려 하자, 이에 강경하게 반대했고, 바투는 여러번 개최된 쿠릴타이에 번번히 불참하는 것으로 응대했다. 몽케 칸은 그에게 대칸에 오를 것을 제안했다가, 역으로 바투는 몽케에게 대칸자리에 오를 것을 권고한다. 1246년, 귀위크는 바투의 반대에도 불구하고 쿠릴타이를 소집하여 대칸 에 올랐다. 바투는 1246년의 쿠릴타이와 귀위크 칸의 즉위 식에 이복 형 오르다 등을 대신 보내는 것으로 정했다. 그러나 바투는 귀위크 칸의 즉위식에 불참했다.
귀위크 칸의 선출 이후 바투는 몽골 제국 본국과의 연락, 교류를 서서히 줄여나갔고 반 독립상태로 자신의 왕국을 운영했다. 바투와 귀위크 사이의 갈등을 계기로, 툴루이의 처 소르칵타니 베키는 사람을 보내 바투와 교섭했고, 몽골 본국의 사정을 바투에게 전하였다.
귀위크의 즉위 이후 두 사람의 대립은 더욱 격화되어 1248년에는 전쟁 직전까지 치닫았지만 그 해에 귀위크가 사망하여 무산됐다. 1248년 봄 귀위크는 제2차 서방 원정대를 다시 편성하고, 바투 등에게 지휘를 맡겼다. 그러나 바투는 응하지 않았다. 귀위크는 직접 바투를 치러 군사를 이끌고 킵차크 한국으로 출발했다. 소르칵타니 베키는 급히 사자를 보내 귀위크 칸이 공격을 준비한다고 귀띔해주었다. 바투는 군사를 이끌고 볼가강을 건너 동쪽으로 향했다. 귀위크는 1248년 4월 루스 지역으로 가던 길에 황상을아(현, 신장 위구르 자치구 비쉬발리크)에서 사망했다. 귀위크의 사망은 알콜 중독으로 인한 질병이었지만, 바투가 사주한 인물에 의해 독살되었다는 설이 전한다. 귀위크의 갑작스러운 죽음으로 다시 군사를 이끌고 영지로 되돌아갔다.
1250년 바투는 이식쿨 호수 북쪽지역에서 새 카안을 옹립할 쿠릴타이를 열자고 제안했다. 주치 계열의 왕자들, 지지자들을 불러 모아 몽케 칸을 추대할 계획이었다. 이식쿨호는 톈산산맥에 있으며 현재의 키르기스 공화국에 있다. 바투는 몽골과 킵차크한국 중간지점쯤에서 쿠릴타이를 열고, 툴루이의 아들 몽케를 대칸으로 세울 계획을 세웠다. 그러나 오굴 카이미쉬를 비롯 우구데이계 왕족은 거리가 멀며 참여하기 힘들다는 이유로 거절했다. 다음 쿠릴타이는 1251년에 개최 예정되었다.
바투는 1251년에 쿠릴타이를 통하여 툴루이의 장남 몽케가 대칸에 오르도록 도왔다. 차가타이 한국의 군사 움직임에 대비, 그는 쿠릴타이 직전 10만 명의 병력을 베르케에게 주어, 오르타르(Отрар, 현 카자흐스탄 티무르 기차역에서 서쪽 10km , 투르키스탄시 남쪽으로 57km, 시무켄트 북서쪽 120km에 있는 탈랍티 마을 근처)에 배치하였다.

### 킵차크 한국의 칸
몽케 칸의 즉위를 도운 공로로 몽케 칸은 그에게 킵차크 한국의 자치권을 허용해주었다.
주치의 영지를 놓고 바투는 형제들과 상의, 바투가 서부(우익)의 청장 한국을, 맏형 오르다가 킵차크 한국의 동부(좌익)의 백장 한국을 맡았다. 형식적인 킵차크 한국의 대칸은 우선 청장 한국의 칸이 겸하는 것으로 했다. 또한 청장 한국의 서북방 영역은 각각 노가이, 샤이반 등에게 울루스로 주어 자체적으로 다스리게 했다.
바투와 그의 장남 사르타크가 죽었을 때 바투의 형제 베르케(1207 이후 ~ 1266)가 킵차크 칸국을 계승하였다. 베르케는 몽골의 그의 사촌들과 통합하려하지 않았으며 훌라구 칸과는 전쟁을 하였다. 그러나 베르케는 중국을 그의 이론적인 상부로 공공연히 인식하였다. 사실 베르케는 그때까지 독립적인 군주였다. 다행스럽게도 베르케는 유럽 공략에 관하여 바투와 이해를 공유하지 않았다.
키예프 공국의 대공 다닐리 칼리스키는 바투의 종주권을 인정하고 조공을 보냈으나, 1254년 조공을 거절하고 킵차크 한국에서 보낸 바스카크를 추방했다. 그해 다닐리 칼리스키는 바투가 보낸 오르다의 아들 쿠레무사의 몽골군을 격파했다. 그러나 그는 병중이라 개입할 수 없었지만 몽골 본국에서 병력을 지원, 키예프는 다시 킵차크 한국의 종주권을 인정해야 했다.
1256년 1월 30일 혹은 1257년 1월 18일 볼가강 하류의 강변 사라이에서 사망했다. 1255년 봄 몽케 카안이 쿠릴타이 개최를 알렸고, 아들 사르타크를 이 쿠릴타이에 파견하였다. 한때 그가 1252년 혹은 1253년에 죽은 것으로 잘못 알려지기도 했다. 1257년 그의 죽음은 몽골 본국에 알려지고 몽케 카안은 사르타크를 바투의 후계자로 승인, 임명하였다.  바투의 사망 원인은 정확하지 않아 독에 중독으로 인한 사망설과, 류마티스 질환 사망설 등이 있다. 바투는 적어도 4명의 자식이 있었는데 토코 칸은 차남이다.

### 사후
그가 누구를 후계자로 내정했는지 여부는 불확실하다. 몽케 칸은 바투가 쿠릴타이에 파견했던 사르타크를 바투의 후계자로 지명했지만, 사르타크는 유럽 원정을 포기했다. 사르타크는 곧 병으로 사망했고, 몽케가 후계자로 추인한 다른 남동생 우라크치도 약 반년 뒤이 사망하여, 울루스는 바투의 다른 동생 베르케에게 이어졌다.
베르케 또한 유럽을 정벌하려는 바투의 의지에 별 관심이 없었고, 이슬람으로 개종한 뒤 독실한 무슬림이 되었다. 베르케는 바그다드를 파괴한 훌라구에게 적개심을 품고, 이후 킵차크 한국은 일 한국이 붕괴될 때까지 서로 갈등, 전쟁을 벌였다.

## 기타
아타 말릭 주베이니에 의하면 바투는 어떤 신앙도, 종파도 갖지 않은 주관자였으며, 종교는 신을 아는 방법일 뿐이라며 종교적 가르침과 거리를 두는 사람이었다 한다. 페르시아의 다른 역사가 바사프 알-하즈라트는 바투는 광신주의자는 아니었지만 기독교 신앙으로 개종했다 한다. 하즈라트는 기독교로 개종했으나, 어떤 종교적 교단의 가르침과 규율에 대한 성향이 없었다 한다.